# Euhelopus
Euhelopus (guter Schlamm-Fuß) war ein sauropoder Dinosaurier, welcher 1929 in der Meng-Yin Formation in der chinesischen Provinz Shandong von Carl Wiman entdeckt und beschrieben wurde. Er lebte in der Unterkreide vor etwa 130 bis 112 Millionen Jahren und konnte eine Länge von zirka 15 Metern erreichen. Das Gewicht betrug schätzungsweise mehr als 15 Tonnen. Bezüglich der Systematik wird Euhelopus zu den Titanosauria gezählt. Diese Gruppe wird hauptsächlich von massig gebauten Sauropoden vertreten. Bislang ist mit Euhelopus zdanskyi nur eine Art dieser Gattung bekannt. Speziell am Körperbau von Euhelopus sind die vorderen Extremitäten, welche länger als die hinteren sind. Ansonsten gleicht sein Erscheinungsbild denen anderer Sauropoden, so besaß er einen langen Hals und Schwanz, einen massigen Rumpf, der von vier stämmigen Beinen getragen wurde, sowie einen kleinen Schädel. Euhelopus war herbivor (ernährte sich von Pflanzen).
Ursprünglich wurde dieser Dinosaurier von Wiman Helopus genannt. Allerdings besaß bereits ein Vogel diesen Namen. Entsprechend wurde 1956 der Name Helopus von Alfred Romer in Euhelopus geändert. Es gibt auch eine Pflanzenart, die mit Helopus bezeichnet wird, allerdings ist das nur möglich, weil sich Pflanzen und Vögel in zwei verschiedenen Reichen befinden.
Bisher konnte kein vollständiges Skelett von Euhelopus geborgen werden. Man hat größtenteils Fragmente von Halswirbeln und der Wirbelsäule sowie einen zahnlosen Schädel entdeckt. Diese fossilen Fundstücke befinden sich heute im paläontologischen Museum der Universität Uppsala, Schweden.